# Richard De La Riva
Richard De La Riva (ook: Richard de la Riva) (Brownsville (Texas), 1978) is een hedendaags Amerikaans componist en trompettist.

## Levensloop
De La Riva begon op 17-jarige leeftijd te componeren. Hij studeerde trompet en muziekopleiding aan de Universiteit van Nevada (UNLV) in Las Vegas. Hij werd trompettist in het University of Texas at Brownsville Symphony Orchestra, het University of Texas at Brownsville Wind Ensemble, het UNLV Wind Orchestra, de University of Texas at Brownsville "One O' Clock" Jazz Band en de Las Vegas Brass Band. De La Riva is medeoprichter en lid van het Sin City Brass Quintet. 
Als componist schreef hij werken voor orkest, harmonieorkest en kamermuziek.

## Composities

### Werken voor orkest
- Concert nr. 1, voor klarinet en strijkorkest

### Werken voor harmonieorkest
- Realms, suite voor harmonieorkest
  1. The Gate
  2. The Creatures of the Mountains
  3. The Ferrets
  4. The Lamp-headed Creatures

### Vocale muziek
- Deep Thoughts, voor tenor
- Go, Lovely Rose, voor sopraan, klarinet en piano
- I Wrote Her Name Upon a Strand, voor sopraan, klarinet en piano
- Una Lagrima Mas, voor sopraan

### Kamermuziek
- A Cloud's Voyage, voor trompet en piano
- Azul, voor klarinet en piano
- Deseo De Los Pobres, voor koperensemble
- Fantasie, voor dwarsfluit en piano
- The Riverway, voor klarinet, trompet en piano
- Three Pieces, voor klarinet, fagot, hoorn, trompet, trombone en piano
- Trio for Winds, voor dwarsfluit, klarinet en piano
- Unknown Words, voor trompet in C, cello en piano